# 中越猕猴桃
中越猕猴桃（学名：Actinidia indochinensis）为猕猴桃科猕猴桃属的植物。分布在越南以及中国大陆的广西、广东、云南等地，生长于海拔600米至1,300米的地区，多生长于山地密林中，目前尚未由人工引种栽培。
其种加词“indochinensis”意为“印度支那的”。

## 变种
- Actinidia indochinensis var. ovatifolia R.G.Li, X.G.Wang & L.Mo